# الانتفاضة الالكترونية
الانتفاضة الإلكترونية (EI) هي مجلة منشورة على الإنترنت مقرها شيكاغو  وتغطي الصراع الإسرائيلي الفلسطيني. وهي تصف نفسها بأنها غير ربحية ومستقلة وتوفر منظورًا فلسطينيًا. أسس EI علي أبو نعمة، نجل سفير الأردن لدى الأمم المتحدة من أصل فلسطيني،  وأرجان الفاصد، وهو سياسي هولندي سابق.

## التاريخ
تأسست منظمة الأنتفاضة الإلكترونية EI في فبراير 2001  قبل علي أبو نعمة، وهو مواطن أمريكي من أصل فلسطيني. ارجان الفاصد، ناشط حقوقي مقيم في هولندا. لوري كينغ، عالمة أنثروبولوجيا ومنسقة سابقة للحملة الدولية من أجل العدالة لضحايا صبرا وشاتيلا، ومديرة تحرير مجلة الدراسات الفلسطينية في واشنطن؛ و Nigel Parry ، وهو حاليًا مستشار انتقائي للإنترنت وكاتب وموسيقي مقيم في بيتسبرغ.
وفقًا لموقعهم على الإنترنت، يتم تمويل الانتفاضة الإلكترونية بشكل أساسي من قبل قراءها، مع أموال إضافية مقدمة من مؤسسات خاصة. لا تتلقى أموالًا من الحكومات أو الأحزاب السياسية. في عام 2010، تلقت 130 ألف دولار من التبرعات من الأفراد و 83 ألف دولار من المؤسسات الخاصة.
في أبريل 2008، أصدرت الانتفاضة الإلكترونية مقالاً وثق رسائل البريد الإلكتروني المرسلة بين أعضاء لجنة الدقة في تغطية تقارير الشرق الأوسط في أمريكا (CAMERA). كان الغرض المعلن للمجموعة هو «مساعدتنا في الحفاظ على الإدخالات المتعلقة بإسرائيل على ويكيبيديا من أن تلوث من قبل المحررين المناهضين لإسرائيل». تمت معاقبة خمسة من محرري ويكيبيديا المشاركين في حملة الكاميرا من قبل مديري ويكيبيديا، الذين كتبوا أن الطبيعة المفتوحة للمشروع «لا تتوافق بشكل أساسي مع إنشاء مجموعة خاصة لتنسيق التحرير خلسة من قبل أفراد متشابهين أيديولوجياً».

## استقبال

### في إسرائيل
تصف هانا براون من صحيفة جيروزاليم بوست منظمة الانتفاضة الالكترونية EI بأنها «واحدة من أكثر المواقع تفصيلاً» للمواقع التي تعطي «منظورًا فلسطينيًا للأخبار»، وتواصل وصف EI بأنه «احترافي للغاية وسهل الاستخدام ومكتوب بشكل جيد»، وأضافت أن وهي «مزينة بالصور، مثل صورة طفل فلسطيني صغير وحيد وهو يصوب حجرًا على دبابة إسرائيلية».
وصف جيل سيدان، مراسل وكالة التلغراف اليهودية، موقع EI بأنه موقع «دعاية إلكترونية» قد «يساهم في فهم أفضل للقضية الفلسطينية»، لكنه قال أيضًا إنه «منحاز للغاية بحيث لا يكون ذا فائدة كبيرة للمطبوعات السائدة».

### آخر
الصحافي السياسي ورئيس تحرير النشرة الإخبارية على الإنترنت كاونتر الكسندر كوكبيرن قال «هناك عدد من وكالات الأنباء ممتازة. ومنها الانتفاضة الإلكترونية الذي وصفها بأنها موثوقة».
أوصت صحيفة إن آر سي هاندلسبلاد ، وهي صحيفة رئيسية هولندية رئيسية، بقراءة الانتفاضة الإلكترونية لقرائها في عام 2006 في ذروة الحرب على لبنان. كتب المجلس النرويجي للاجئين «الانتفاضة الإلكترونية (EI)، وهو موقع إخباري باللغة الإنجليزية، يقدم تقارير من منظور فلسطيني، ولكن محايدة قدر الإمكان. غالبًا ما يكون الذكاء العاطفي أسرع من الوسائط القائمة.» 

## الصراع مع مراقب المنظمات غير الحكومية حول التمويل الهولندي
في عام 2010، انتقدت المنظمة غير الحكومية التي تتخذ من القدس مقراً لها، منظمة الكنيسة الهولندية للتعاون الإنمائي (ICCO) لتقديمها الدعم المالي للانتفاضة الإلكترونية ، التي قالت إنها معادية للسامية وقارنت السياسات الإسرائيلية بسياسات النظام النازي. وصف جيرالد م. شتاينبرغ، رئيس المنظمة، الانتفاضة الإلكترونية بأنها «موقع ويب سياسي وأيديولوجي مؤيد صراحة للفلسطينيين»  يستضيف «دعاية مناهضة لإسرائيل». وقال مارينوس فيروي، رئيس المجلس التنفيذي لمنظمة التجارة الدولية، إن «وكالة الاستخبارات الدولية تتحدث بشكل متكرر عن انتهاكات دولة إسرائيل لحقوق الإنسان والقانون الإنساني الدولي. لا تعتبر EI معادية لإسرائيل أو معادية للسامية بأي حال من الأحوال». ووصف الانتفاضة الإلكترونية بأنها «مصدر مهم للمعلومات من الأراضي الفلسطينية المحتلة» كثيرا ما تستخدمها الصحف مثل واشنطن بوست والفايننشال تايمز . صرح المتحدث باسم وزارة الخارجية الهولندية، وارد بيزيمر، أن المدعي العام سيحدد ما إذا كانت منظمة ICCO قد روجت لمعاداة السامية، وهي جريمة جنائية، على أساس القانون الهولندي. في 26 تشرين الثاني (نوفمبر) 2010، قال وزير الخارجية الهولندي يوري روزنتال، وهو يهودي وله زوجة إسرائيلية: «سأبحث في الأمر شخصيًا. إذا بدا أن منظمة ICCO غير الحكومية المدعومة من الحكومة تمول الانتفاضة الإلكترونية ، فستواجهني مشكلة خطيرة». وأخبر روزنتال في وقت لاحق إذاعة IKON أن «معاداة السامية ليست هي القضية» ولكن «قلقي بشأن الدعوات للمساهمة في المقاطعة والحظر».
ردت الانتفاضة الإلكترونية على تصريحات مراقب المنظمات غير الحكومية فيما يتعلق بالدعم المالي لـ ICCO. كتبت الانتفاضة الإلكترونية : «NGO Monitor هي مجموعة يمينية متطرفة لها علاقات وثيقة مع الحكومة الإسرائيلية والجيش ومستوطنين الضفة الغربية، وهو رجل أدين بتضليل الكونغرس الأمريكي، ولأفراد ومنظمات معروفين برهاب الإسلام في الولايات المتحدة.»  وقال النائب أرجان الفاسد، أحد مؤسسي EI ، والذي كتب أيضًا لموقع العودة، لصحيفة دي فولكس كرانت الهولندية إن الضجة التي أحدثتها منظمة غير حكومية مونيتور كانت مرتبطة باقتباس واحد من مقابلة مع أحد الناجين اليهود من الهولوكوست والمناهض للصهيونية حاجو. ماير في يونيو 2009. أخبر ماير EI: «يمكنني كتابة قائمة لا حصر لها من أوجه التشابه بين ألمانيا النازية وإسرائيل». في نفس المقال، أكد مدير مركز المعلومات والتوثيق في إسرائيل (CIDI)، روني نفطانيال، أن الانتفاضة الإلكترونية ليست موقعا معاديا للسامية. ومع ذلك، فقد صرح أنه بينما يجب أن يكون لكل شخص الحرية في التعبير عن آرائه، يجب على الحكومة الهولندية ألا تمول بشكل غير مباشر موقعًا على شبكة الإنترنت يدعو بانتظام إلى مقاطعة إسرائيل.
في 14 يناير 2011، قررت ICCO عدم تغيير سياستها بعد مناقشة عقدت مع وزير الخارجية الهولندي. رداً على قرار ICCO ، ذكرت صحيفة جيروزاليم بوست أن وزير الخارجية الهولندي أوري روزنتال «سيراقب أنشطة ICCO. وسيعتبر هذا ناقصًا عندما يعوض الرصيد عندما تتقدم ICCO مرة أخرى في جولة دعم جديدة»، كما قال وارد بيزيمر، المتحدث باسم روزنتال. أدانت بارتوس، وهي مظلة وطنية لأكثر من مائة منظمة مجتمع مدني هولندية في قطاع التعاون الإنمائي الدولي، بشدة تهديدات روزنتال لتمويل منظمة التعاون الدولي. «إن موقف روزنتال تجاه ICCO يخلق سابقة خطيرة للمستقبل. سيتعين على المنظمات التنموية أن تواصل الكفاح من أجل صوت مستقل في النقاش. سوف... [يقاتل] من أجل ذلك.»  في أبريل 2011، جادل أستاذ دراسات التعاون الدولي بول هويبينك بأن وزير الخارجية أوري روزنتال ليس له رأي في تمويل الحكومة الهولندية لمنظمة التعاون الدولي لأن الوزير بن كنابن يتولى المنصب. بالإضافة إلى ذلك، يتم دفع مساهمة ICCO في الانتفاضة الإلكترونية من أموال ICCO الخاصة. اعتبر أستاذ القانون الدولي والسياسيون الهولنديون في حزب العمال، نيكو شريفر، أن تهديد روزنتال بقطع التمويل الحكومي إذا واصلت ICCO دعمها المالي للانتفاضة الإلكترونية أمر مقلق للغاية.

## روابط خارجية
- الموقع الرسمي